# Sävsjö kommun
Sävsjö kommun er en kommune i Jönköpings län i Sverige.

## Historie
I kommunerne Norra Ljunga og Valsjö blev der i 1882 oprettet municipalfællesskabet Sävsjö.  I 1947 blev kommunerne lagt sammen og dannede Sävsjö købstad.
Ved kommunalreformen i 1952 blev Sävsjö købstad udvidet med Hjärtlanda; desuden dannedes storkommunerne Hjälmseryd (af Hjälmseryd, Hultsjö og Stockaryd), Bäckaby (af Bäckaby, Fröderyd, Ramkvilla og Skepperstad) samt Vrigstad (af Hylletofta, Nydala og Vrigstad).
Da det ensartede kommunebegreb blev indført ved kommunalreformen i 1971, blev købstaden omdannet til Sävsjö kommun, samtidig blev den slået sammen med församlingerne (sognene) Hylletofta og Vrigstad (fra Vrigstads kommun) og Skepperstad (fra Bäckaby kommun).  Med Hjälmseryd optagelse i 1974, fik kommunen sit nuværende område.

## Byområder
Der er fire byområder i Sävsjö kommun.
I tabellen vises byområderne i størrelsesorden pr. 31. december 2005.  Hovedbyen er markeret med fed skrift. 
| # | Byområde  | Befolkning |
| - | --------- | ---------- |
| 1 | Sävsjö    | 5.068      |
| 2 | Vrigstad  | 1.432      |
| 3 | Stockaryd | 1.003      |
| 4 | Rörvik    | 555        |

57°24′00″N 14°40′00″Ø / 57.4°N 14.666666666667°Ø